# Willem de Heusch

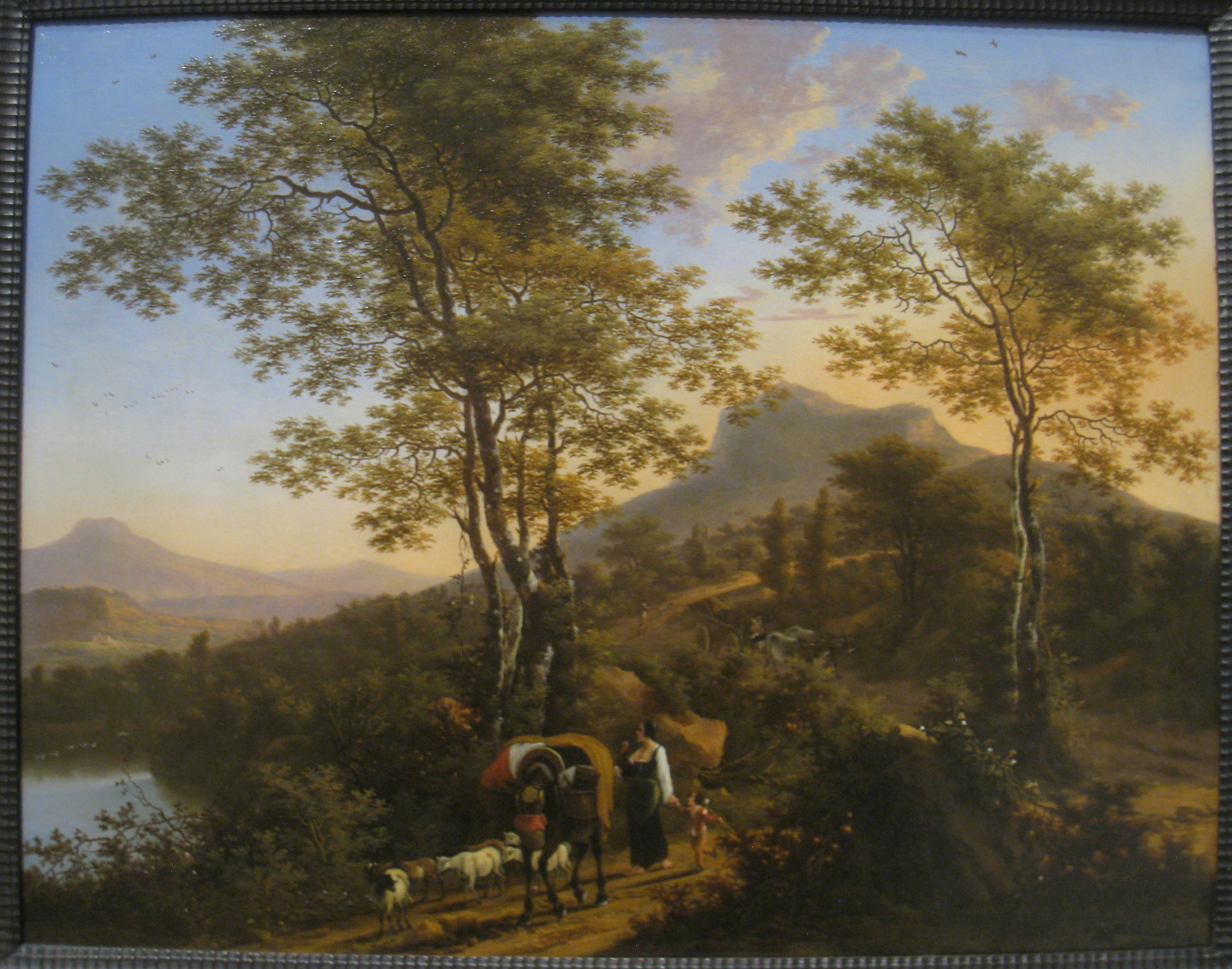
Italiaans landschap met boeren

Willem de Heusch (Utrecht, ca. 1625 - begraven Utrecht, 9 maart 1692) was een Nederlandse kunstschilder en etser.
De Heusch trok al jong, rond 1640, naar de schildersgemeenschap in Italië. In elk geval in 1649 is hij terug in Utrecht, waar hij dan wordt vermeld als bestuurslid van het schildersgilde. Hij was leerling van Jan Both. In de jaren 60 van de 17e eeuw is hij een aantal malen deken van het gilde. De Heusch behoorde tot de Italianisanten, landschapsschilders waarbij een invloed van de heuvelachtige landschappen en het zonlicht in hun werk merkbaar is.
Naast schilder was De Heusch etser. Er zijn 12 gravures van hem bekend, hij signeerde deze met het monogram GDH (G = Guilliam of Guglielmo). De Heusch gaf ook les, onder anderen aan zijn neef Jacob de Heusch.